# Боброва (притока Великої Порожньої)
Бобро́ва (рос. Бобровая) — річка в Республіці Комі, Росія, ліва притока річки Велика Порожня, правої притоки річки Печора. Протікає територією Троїцько-Печорського району.
Річка починається на північно-західних схилах хребта Яни-Пулуньєр, протікає на північний захід, захід та південний захід.
Притоки:
- ліва — Челпан'єль.